# Jatropha angustifolia
Jatropha angustifolia är en törelväxtart som beskrevs av August Heinrich Rudolf Grisebach. Jatropha angustifolia ingår i släktet Jatropha och familjen törelväxter. Inga underarter finns listade i Catalogue of Life.